# PMR446

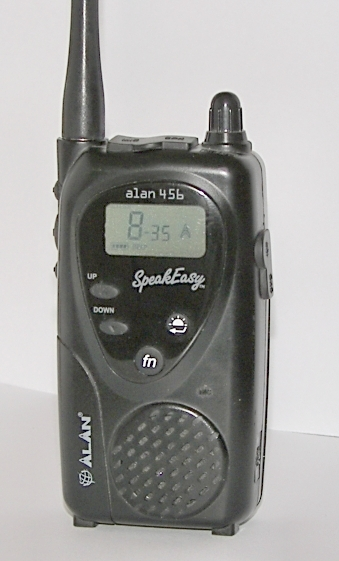
PMR446-Funkgeräte für den Jedermannfunk bei 446 MHz

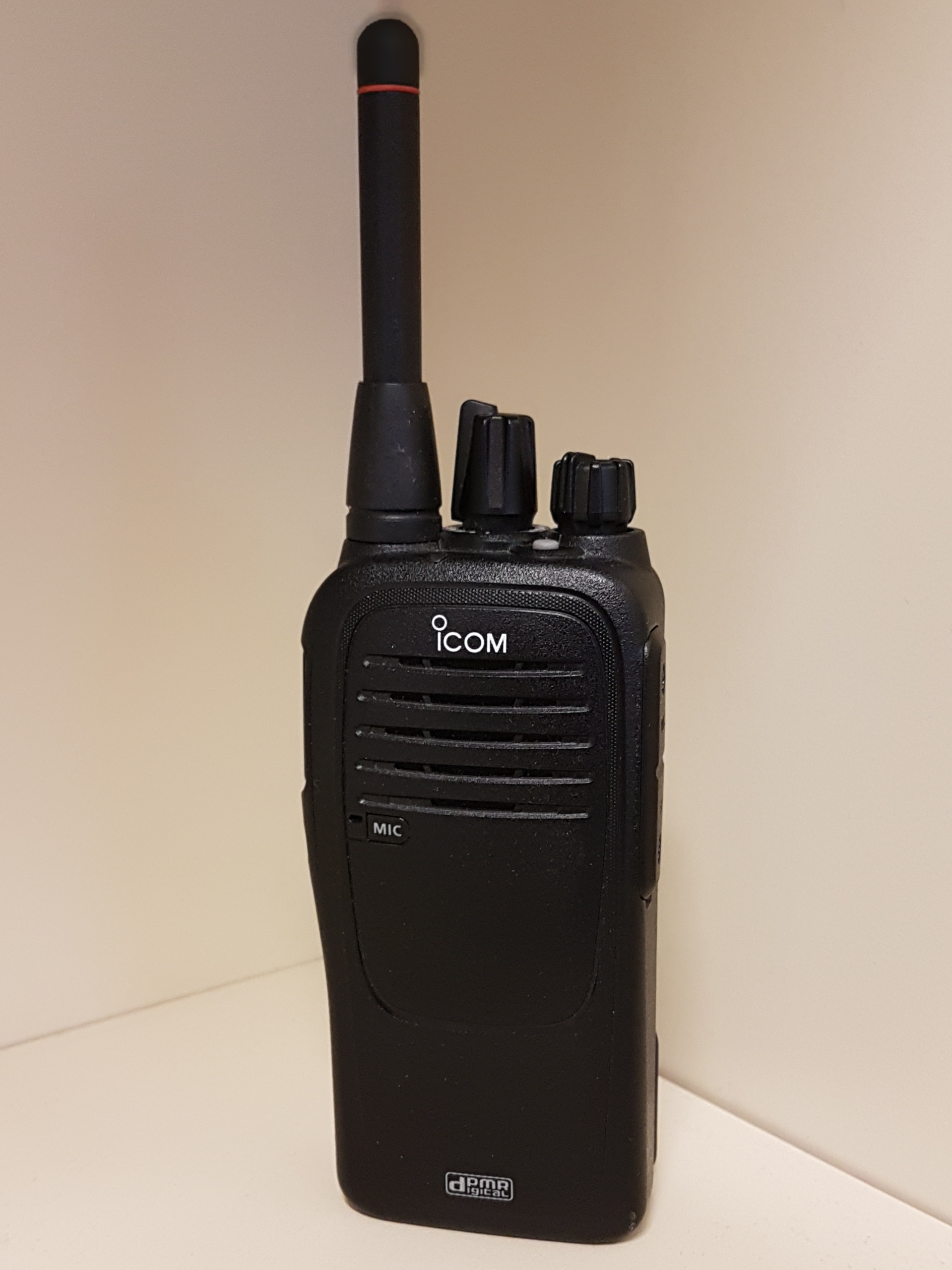
dPMR446-Funkgerät von Icom

PMR446, oft auch kurz nur als PMR (kurz für Personal Mobile Radio, Private Mobile Radio oder Professional Mobile Radio) bezeichnet, ist (in Deutschland seit 1999) eine Jedermannfunkanwendung, der der UHF-Frequenzbereich 446,000–446,200 MHz zugeteilt ist. PMR446 ist das europäische Pendant zum US-amerikanischen FRS, kurz für Family Radio Service.

## Frequenzbereich
Als Modulationsverfahren wird analoge Frequenzmodulation verwendet. Bei den verwandten Funkanwendungen dPMR und DMR wird die Sprache digital übertragen.
Die analog betriebenen Kanäle haben ein Kanalraster von 12,5 kHz; die digital betriebenen Kanäle (dPMR446/DMR Tier I) können je nach Zugriffsverfahren mit einer Kanalbandbreite und einem Kanalraster von 6,25 kHz oder 12,5 kHz verwendet werden. Ein Sendezyklus darf maximal 180 Sekunden dauern, die maximale äquivalente Strahlungsleistung (ERP) bezogen auf den Gewinn eines Halbwellendipols beträgt 0,5 Watt.
Die Frequenzzuteilung ist aktuell in Deutschland laut Verfügung 46/2020 der Bundesnetzagentur (BNetzA) bis zum 31. Dezember 2030 befristet und ersetzte die Amtsblattverfügung Nr. 42/2016 der BNetzA vom 28.  September 2016. Ferner ist PMR im Harmonised European Standard der ETSI EN 303 405 V1.1.1 (2017-05) geregelt.

### Analoge Frequenznutzung
Der Frequenzbereich ist in 16 Kanäle im 12,5-kHz-Raster unterteilt. Zur Vermeidung von Nachbarkanalstörungen direkt unterhalb von 446,0 MHz wurde das Kanalraster gegenüber der normalen Anordnung, bei der der erste Kanal genau die Frequenz 446 MHz erhalten hätte, um 6,25 kHz und damit um eine halbe Kanalbreite angehoben (also auf 446,00625 MHz). Aufgrund des für analoge Funkgeräte mit festem Frequenzraster besonderen Offsets von 6,25 kHz erschwerte man gleichzeitig die Einsatzmöglichkeit von nicht zugelassenen Geräten, wie z. B. analogen Amateurfunkgeräten mit erheblich größerer Sendeleistung als den zugelassenen 0,5 Watt. Digitale Amateurfunkgeräte mit Direct Digital Synthesis (DDS) zur Frequenzerzeugung beherrschen aber auch das verwendete 6,25-kHz-Raster von PMR.
| Kanal FM | Mittenfrequenz in MHz | Kanalbreite/Kanalraster in kHz |
| -------- | --------------------- | ------------------------------ |
| 01       | 446,00625             | 12,5                           |
| 02       | 446,01875             | 12,5                           |
| 03       | 446,03125             | 12,5                           |
| 04       | 446,04375             | 12,5                           |
| 05       | 446,05625             | 12,5                           |
| 06       | 446,06875             | 12,5                           |
| 07       | 446,08125             | 12,5                           |
| 08       | 446,09375             | 12,5                           |
| 09       | 446,10625             | 12,5                           |
| 10       | 446,11875             | 12,5                           |
| 11       | 446,13125             | 12,5                           |
| 12       | 446,14375             | 12,5                           |
| 13       | 446,15625             | 12,5                           |
| 14       | 446,16875             | 12,5                           |
| 15       | 446,18125             | 12,5                           |
| 16       | 446,19375             | 12,5                           |

Eine allgemeine Nutzungskonvention einzelner Kanäle besteht nicht, da die Geräte meist in Paaren oder geschlossenen Nutzergruppen genutzt werden, die sich voneinander mit CTCSS und DCS abgrenzen oder sich durch die begrenzte Reichweite nicht stören. Einzelne Organisationen haben für Aktivitäten im Freien regionale Empfehlungen notiert.

### Digitale Frequenznutzung
DMR Tier I verwendet TDMA (Time Division Multiple Access) bei einem Kanalabstand von 12,5 kHz, dPMR446 hingegen FDMA (Frequency Division Multiple Access) bei einem Kanalabstand von 6,25 kHz.
Die Nummerierung der Kanäle für die digitalen Betriebsarten DMR Tier I und dPMR446 erfolgt unterschiedlich.
| Kanal TDMA DMR Tier I | Mittenfrequenz in MHz | Kanalbreite/Kanalraster in kHz |
| --------------------- | --------------------- | ------------------------------ |
| 01                    | 446,00625             | 12,5                           |
| 02                    | 446,01875             | 12,5                           |
| 03                    | 446,03125             | 12,5                           |
| 04                    | 446,04375             | 12,5                           |
| 05                    | 446,05625             | 12,5                           |
| 06                    | 446,06875             | 12,5                           |
| 07                    | 446,08125             | 12,5                           |
| 08                    | 446,09375             | 12,5                           |
| 09                    | 446,10625             | 12,5                           |
| 10                    | 446,11875             | 12,5                           |
| 11                    | 446,13125             | 12,5                           |
| 12                    | 446,14375             | 12,5                           |
| 13                    | 446,15625             | 12,5                           |
| 14                    | 446,16875             | 12,5                           |
| 15                    | 446,18125             | 12,5                           |
| 16                    | 446,19375             | 12,5                           |

| Kanal FDMA dPMR | Mittenfrequenz in MHz | Kanalbreite/Kanalraster in kHz |
| --------------- | --------------------- | ------------------------------ |
| 01              | 446,003125            | 6,25                           |
| 02              | 446,009375            | 6,25                           |
| 03              | 446,015625            | 6,25                           |
| 04              | 446,021875            | 6,25                           |
| 05              | 446,028125            | 6,25                           |
| 06              | 446,034375            | 6,25                           |
| 07              | 446,040625            | 6,25                           |
| 08              | 446,046875            | 6,25                           |
| 09              | 446,053125            | 6,25                           |
| 10              | 446,059375            | 6,25                           |
| 11              | 446,065625            | 6,25                           |
| 12              | 446,071875            | 6,25                           |
| 13              | 446,078125            | 6,25                           |
| 14              | 446,084375            | 6,25                           |
| 15              | 446,090625            | 6,25                           |
| 16              | 446,096875            | 6,25                           |
| 17              | 446,103125            | 6,25                           |
| 18              | 446,109375            | 6,25                           |
| 19              | 446,115625            | 6,25                           |
| 20              | 446,121875            | 6,25                           |
| 21              | 446,128125            | 6,25                           |
| 22              | 446,134375            | 6,25                           |
| 23              | 446,140625            | 6,25                           |
| 24              | 446,146875            | 6,25                           |
| 25              | 446,153125            | 6,25                           |
| 26              | 446,159375            | 6,25                           |
| 27              | 446,165625            | 6,25                           |
| 28              | 446,171875            | 6,25                           |
| 29              | 446,178125            | 6,25                           |
| 30              | 446,184375            | 6,25                           |
| 31              | 446,190625            | 6,25                           |
| 32              | 446,196875            | 6,25                           |

Frequenzauflistung gemäß Verfügung 42/2016 der Bundesnetzagentur (BNetzA).

## Untertöne: Gerätgruppierungen via CTCSS und DCS
Zusätzlich zu den 16 Kanälen können durch die Verwendung von Pilottonverfahren Benutzergruppen gebildet werden, die sich gegenseitig seltener stören. Diese werden gelegentlich fälschlich auch als „Unterkanäle“ bezeichnet. In PMR446 werden dafür das analoge Verfahren CTCSS (Continuous Tone Coded Subaudio Squelch) oder eine digitale Rauschsperre Digital-Coded Squelch (DCS) eingesetzt. Ein entsprechend eingestellter Empfänger öffnet nur bei übereinstimmender Codierung die CTCSS- bzw. DCS-Rauschsperre und blendet andere Signale aus. Die Frequenz ist gegebenenfalls aber dennoch belegt, da es sich effektiv um ein Hidden-Station-Problem (Hidden Terminal Problem) handelt. Einige Funkgeräte können daher anzeigen, ob der Kanal gerade frei ist (busy channel lockout). Dieses Verfahren stellt keine Verschlüsselung dar.

## Reichweite
Die Geräte dürfen eine Sendeleistung von bis zu 0,5 Watt (ERP) aufweisen. Durch diese begrenzte Leistung, die kompakte Bauweise der Antennen und das Ausbreitungsverhalten des Frequenzbereichs liegt die praktische Reichweite in bebauten Gebieten zwischen 500 m und einem Kilometer, in Wäldern meist zwischen zwei und drei Kilometern. Nur unter optimalen Bedingungen sind Entfernungen bis 27 km zwischen Berggipfeln möglich. Für optimale Funkbedingungen muss die 1. Fresnelzone frei von jeglichen Hindernissen wie Sträuchern, Bäumen, Felsen, Haus- und Hüttenwänden sein.
Digitalfunk mit dPMR446 (dPMR Tier 1) oder mit DMR Tier 1 profitiert von den Vorteilen eines digitalen Datenübertragungsverfahrens, wie zum Beispiel der Vorwärtsfehlerkorrektur. Digitalfunk erreicht bei akzeptabel bleibender Sprachqualität eine höhere Reichweite als frequenzmodulierter Analogfunk (PMR446). Zwar ist die Reichweite von frequenzmoduliertem Analogfunk größer als die Reichweite von vergleichbarem Digitalfunk, jedoch ist bei frequenzmoduliertem Analogfunk an der Zellgrenze die Sprachqualität miserabel.

## Relaisfunkstellen
Inzwischen gibt es auch für Jedermannfunk Relaisfunkstellen: Sprachpapageien, die das Empfangene wiederholen, analoge Relaisfunkstellen, die z. B. auf PMR446 Kanal 1 wieder aussenden, was sie auf z. B. PMR446 Kanal 16 empfangen haben und auch DMR-Repeater, z. B. SingleChannelRepeater, die in dem einen DMR-Zeitschlitz empfangen und in dem anderen Zeitschlitz wieder aussenden. Ein Beispiel für eine Jedermannfunk-Relais-Funkstelle ist jene auf dem Taunus-Gipfel Herzberg (Hessen).

## Gateways
Über HF-Gateways können weite Distanzen via Internet überbrückt werden. Dafür wird ein Programm (z. B. eQSO, FRN, TeamSpeak oder Mumble) eingerichtet, das die empfangenen Audiosignale vom CB-Funk-, PMR-, Freenet- oder LPD-/SRD-Funkgerät ins Internet überträgt und an einem anderen Ort über ein CB-Funk-, PMR-, Freenet- oder LPD/SRD-Funkgerät wieder einspeist. Im Amateurfunkbereich gibt es schon länger das ähnlich arbeitende Echolink-Netzwerk. (Siehe auch: IP-Telefonie)

## Rechtliches
Im Gegensatz zu SRD oder Freenet ist der Betrieb von PMR446 in nahezu allen europäischen Ländern gestattet.
Frequenzbereiche für Jedermannfunk-Anwendungen sind nicht immer europaweit einheitlich vergeben, für PMR446 allerdings schon. Außerhalb Europas ist PMR446 als Jedermannfunk-Dienst, mit wenigen Ausnahmen, nicht zugelassen. Eine solche Ausnahme bilden außereuropäische spanische und portugiesische Landesteile, niederländische und französische Überseebesitzungen, Russland mit seinem asiatischen Teil, Grönland, Südafrika, Singapur und Vietnam. Auch in der Türkei ist PMR446 zugelassen, allerdings finden sich im Internet zum Teil auch Angaben, dass Urlauber maximal ein Gerätepaar mitführen dürfen.

### Deutschland
In Deutschland gilt zurzeit eine Befristung der Frequenzzuteilung für PMR446 bis zum 31. Dezember 2030.
PMR446-Geräte müssen den Anforderungen des Funkanlagengesetzes (FuAG) entsprechen. Es dürfen nur speziell zertifizierte und für den PMR446-Funk zugelassene Geräte verwendet werden, denen der Hersteller eine Konformitätserklärung beifügen muss, in der das Gerät genau beschrieben wird. Ferner muss die Bedienungsanleitung klare Anweisung zum Gerätebetrieb enthalten. Alle Geräte müssen zudem mit dem CE-Zeichen gekennzeichnet sein. Die Geräte dürfen vom Benutzer technisch nicht verändert werden. Die meisten Geräte sind Handfunkgeräte, vereinzelt gibt es auch Mobilgeräte (für den Autoeinbau) und Standgeräte im Pultdesign. Mit Störungen durch andere Frequenznutzer muss gerechnet werden, da der Frequenzbereich nicht exklusiv zugeordnet ist.
In Deutschland gilt das sogenannte Handyverbot am Steuer grundsätzlich auch für die Nutzung von Funkgeräten in Kraftfahrzeugen. Von diesem Nutzungsverbot für Fahrzeugführer galt jedoch bis zum 30. Juni 2020 noch eine allgemeine Ausnahme für Sprechfunkgeräte.

### Schweiz
In der Schweiz ist die Benutzung eines Funkgerätes am Steuer nicht zulässig: Artikel 31 des Schweizer Strassenverkehrsgesetzes sowie Artikel 3 der Verkehrsregelnverordnung schreiben vor, dass der Fahrzeugführer seine Aufmerksamkeit der Straße und dem Verkehr zuwenden muss, und dass er beim Fahren nichts tun darf, was die Bedienung des Fahrzeugs erschwert oder verhindert. Da dies auch auf das Bedienen eines Funkgerätes zutrifft, ist in der Schweiz das Funken am Steuer, ohne Freisprecheinrichtung, nicht zulässig.

### Österreich
Sprechfunkanlagen, die einer Funkschnittstelle des Typs FSB-LN015 entsprechen, sind generell bewilligt:
- Nur Handfunkgeräte gestattet
- Frequenzbereich: 446,0 bis 446,2 MHz
- Kanalabstand: 6,25 kHz, 12,5 kHz
- Sendeleistung: max. 0,5 W (ERP)
- Modulation: Digitales Modulationsverfahren

In Österreich gilt die Benutzung eines Funkgerätes am Steuer als zulässig, dies gilt entsprechend auch für PMR-Funkgeräte.

## Geräte-Hersteller
Hersteller von PMR446- oder dPMR446-Geräten sind beispielsweise:
- Alinco – PMR, dPMR[26]
- Entel – PMR, dPMR[27]
- Icom – PMR, dPMR[28]
- JVC Kenwood – PMR, dPMR[29]
- Midland – PMR, dPMR[30]
- Motorola Solutions – PMR[31][32]
- Polmar – PMR[33]
- Team – PMR, dPMR[34][35]
- Retevis – PMR[36]
- Bresser